# Antonina Khudiakova
Antonina Khudiakova (em russo:  Антонина Худякова) foi uma aviadora, tenente sénior e vice-comandante do esquadrão Bruxas da Noite, na 325ª Divisão de Aviação de Bombardeamento Nocturno, na 4ª Força de Defesa Aérea do Exército Soviético e na Segunda Frente Bielorrussa durante a Segunda Guerra Mundial. Pelo seu serviço militar, ela foi agraciada com o título de Herói da União Soviética em 15 de Maio de 1946.